# Episodi de L'isola di Pietro (terza stagione)
La terza e ultima stagione della serie televisiva L’isola di Pietro, composta da 6 puntate, è stata trasmessa in prima visione e in prima serata su Canale 5 ogni venerdì dal 18 ottobre al 22 novembre 2019.
| nº | Titolo          | Prima TV         |
| -- | --------------- | ---------------- |
| 1  | Prima puntata   | 18 ottobre 2019  |
| 2  | Seconda puntata | 25 ottobre 2019  |
| 3  | Terza puntata   | 1º novembre 2019 |
| 4  | Quarta puntata  | 8 novembre 2019  |
| 5  | Quinta puntata  | 15 novembre 2019 |
| 6  | Sesta puntata   | 22 novembre 2019 |

## Prima puntata
- Diretto da: Alexis Sweet
- Soggetto di: Umberto Gnoli
- Scritto da: Umberto Gnoli

- Ascolti: telespettatori 2 961 000 – share 14,63%[2].

## Seconda puntata
- Diretto da: Alexis Sweet
- Soggetto di: Umberto Gnoli
- Scritto da: Umberto Gnoli

- Ascolti: telespettatori 2 788 000 – share 13,67%[3].

## Terza puntata
- Diretto da: Alexis Sweet
- Soggetto di: Silvia Leuzzi
- Scritto da: Silvia Leuzzi

- Ascolti: telespettatori 2 822 000 – share 13,41%[4].

## Quarta puntata
- Diretto da: Luca Brignone
- Soggetto di: Silvia Leuzzi
- Scritto da: Silvia Leuzzi

- Ascolti: telespettatori 2 964 000 – share 13,92%[5].

## Quinta puntata
- Diretto da: Luca Brignone
- Soggetto di: Leonardo Valenti
- Scritto da: Umberto Gnoli e Leonardo Valenti

- Ascolti: telespettatori 3 069 000 – share 13,64%[6].

## Sesta puntata
- Diretto da: Luca Brignone
- Soggetto di: Umberto Gnoli
- Scritto da: Umberto Gnoli

- Ascolti: telespettatori 3 077 000 – share 14,34%[7].